# Balsa de Larralde
La balsa de Larralde, también conocida como balsa de Torre Medina, es un humedal en la localidad de Garrapinillos, perteneciente al municipio de Zaragoza (Comarca Central, provincia de Zaragoza, Aragón, España).

## Origen
Forma parte de un antiguo conjunto de lagunas que rodean los núcleos de población de Casetas y Garrapinillos, formadas por el hundimiento del terreno debido a que los yesos del subsuelo se disuelven por las aguas subterráneas y acaban desplomándose formando simas o dolinas que cuando aflora agua se les llama popularmente "Ojos". Forman también parte de este conjunto las balsas del Ojo del Cura y el Ojo del Fraile.

## Flora y fauna
El carrizal que lo rodea (carrizo y anea) sirve de protección a las aves acuáticas como la polla de agua, el martín pescador, ánade real y cormorán. Se pasea por un soto con álamos, chopo y tamariz.